# Temporada 1951-52 de los Baltimore Bullets (original)
La Temporada 1951-52 fue la quinta de los Baltimore Bullets en la NBA. La temporada regular acabó con 20 victorias y 46 derrotas, no logrando clasificarse para los playoffs.

## Elecciones en elDraft
| Ronda | Puesto | Jugador         | Posición | Nacionalidad   | Universidad  |
| ----- | ------ | --------------- | -------- | -------------- | ------------ |
| 1     | 1      | Gene Melchiorre | Base     | Estados Unidos | Bradley      |
| 2     | 10     | Jack Stone      | Escolta  | Estados Unidos | Kansas State |

## Temporada regular
| División Este           | División Este | División Este | División Este | División Este | División Este | División Este | División Este | División Este |
| Equipo                  | G             | P             | %             | PD            | Casa          | Fuera         | Neutral       | Div           |
| ----------------------- | ------------- | ------------- | ------------- | ------------- | ------------- | ------------- | ------------- | ------------- |
| x-Syracuse Nationals    | 40            | 26            | .606          | -             | 26-7          | 12-18         | 2-1           | 21-15         |
| x-Boston Celtics        | 39            | 27            | .591          | 1             | 22-7          | 10-19         | 7-1           | 22-14         |
| x-New York Knicks       | 37            | 29            | .561          | 3             | 21-4          | 12-22         | 4-3           | 23-13         |
| x-Philadelphia Warriors | 33            | 33            | .500          | 7             | 24-7          | 6–25          | 3-1           | 14-22         |
| Baltimore Bullets       | 20            | 46            | .303          | 20            | 17-15         | 2–22          | 1-9           | 10-26         |

## Estadísticas
| Rk | Jugador       | Edad | P  | PT | MP   | TC  | TCI  | %TC  | 3P | 3PI | %3P | TL  | TLI | %TL  | RO | RD | RT  | AS  | RB | TAP | BP | FP  | PTS  |
| -- | ------------- | ---- | -- | -- | ---- | --- | ---- | ---- | -- | --- | --- | --- | --- | ---- | -- | -- | --- | --- | -- | --- | -- | --- | ---- |
| 1  | Fred Scolari  | 29   | 64 |    | 35.0 | 4.5 | 13.5 | .334 |    |     |     | 5.5 | 6.6 | .835 |    |    | 3.3 | 4.7 |    |     |    | 3.3 | 14.6 |
| 2  | Don Barksdale | 28   | 62 |    | 32.5 | 4.4 | 13.0 | .338 |    |     |     | 3.8 | 5.5 | .691 |    |    | 9.7 | 2.2 |    |     |    | 3.7 | 12.6 |
| 3  | Stan Miasek   | 27   | 66 |    | 32.9 | 3.9 | 10.7 | .365 |    |     |     | 4.0 | 5.6 | .707 |    |    | 9.7 | 2.1 |    |     |    | 3.9 | 11.8 |
| 4  | Frank Kudelka | 26   | 65 |    | 24.4 | 3.1 | 9.4  | .332 |    |     |     | 3.0 | 4.0 | .767 |    |    | 4.2 | 2.8 |    |     |    | 3.4 | 9.3  |
| 5  | Kevin O'Shea  | 26   | 22 |    | 29.5 | 2.8 | 7.5  | .370 |    |     |     | 3.2 | 4.4 | .722 |    |    | 3.6 | 3.2 |    |     |    | 2.9 | 8.7  |
| 6  | Dave Minor    | 29   | 57 |    | 27.3 | 3.2 | 9.2  | .354 |    |     |     | 1.8 | 2.3 | .765 |    |    | 4.8 | 2.8 |    |     |    | 2.8 | 8.3  |
| 7  | Red Owens     | 26   | 19 |    | 17.9 | 2.9 | 8.5  | .342 |    |     |     | 2.1 | 3.9 | .533 |    |    | 3.7 | 1.7 |    |     |    | 2.7 | 7.9  |
| 8  | Bill Calhoun  | 24   | 55 |    | 29.0 | 2.3 | 7.4  | .315 |    |     |     | 2.3 | 3.3 | .683 |    |    | 4.6 | 2.1 |    |     |    | 1.5 | 7.0  |
| 9  | Brady Walker  | 30   | 35 |    | 20.0 | 2.5 | 6.2  | .410 |    |     |     | 0.7 | 1.0 | .765 |    |    | 5.6 | 1.1 |    |     |    | 1.1 | 5.8  |
| 10 | Don Rehfeldt  | 25   | 10 |    | 19.4 | 2.0 | 5.9  | .339 |    |     |     | 1.4 | 2.3 | .609 |    |    | 6.9 | 1.2 |    |     |    | 2.4 | 5.4  |
| 11 | Jim Slaughter | 23   | 28 |    | 18.8 | 1.9 | 5.9  | .321 |    |     |     | 1.5 | 2.4 | .603 |    |    | 5.3 | 0.9 |    |     |    | 2.9 | 5.3  |
| 12 | Belus Smawley | 33   | 11 |    | 12.6 | 1.2 | 5.7  | .206 |    |     |     | 1.3 | 1.5 | .824 |    |    | 1.6 | 0.7 |    |     |    | 0.8 | 3.6  |
| 13 | Alex Hannum   | 28   | 35 |    |      | 3.0 | 8.6  | .353 |    |     |     | 1.6 | 2.3 | .683 |    |    | 5.5 | 2.1 |    |     |    | 4.3 | 7.7  |
| 14 | Joe McNamee   | 25   | 34 |    |      | 1.8 |      |      |    |     |     | 0.8 | 1.3 | .636 |    |    |     |     |    |     |    | 2.4 | 4.5  |
| 15 | Pep Saul      | 27   | 39 |    | 18.5 | 2.2 | 6.4  | .339 |    |     |     | 1.2 | 1.5 | .800 |    |    |     | 2.0 |    |     |    | 1.4 | 5.6  |